# 서사하라 자유지구

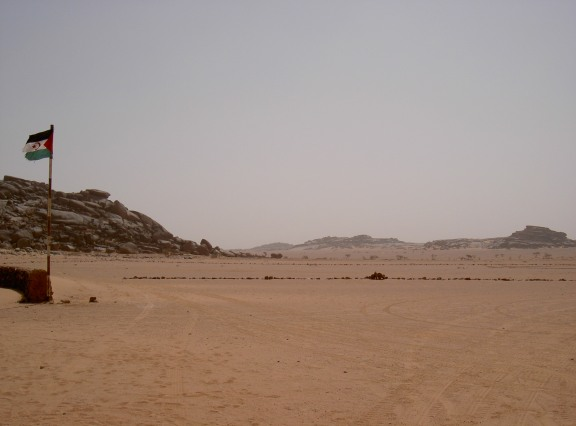

서사하라 자유지구(Free Zone, Liberated Territories)는 사하라 아랍 민주 공화국이 실효지배하는 모로코 장벽 이남의 서사하라이다.

## 같이 보기
- 비무장 지대